# Код 46
«Код 46» (англ. Code 46) — художественный фильм Майкла Уинтерботтома, с Тимом Роббинсом и Самантой Мортон в главных ролях.

## Сюжет
В мире будущего под властью тоталитарного правительства «Сфинкс», где свободная любовь находится под запретом из-за риска инбридинга как следствия злоупотребления ЭКО в предыдущие годы, особый вирус даёт избранным право читать чужие мысли, а огромные города изолированы друг от друга, следователь Уильям отправляется в Шанхай, чтобы выяснить, кто занимается незаконной выдачей пропусков "papells", по сути - сертификатов о вакцинации, для путешествий из города в город.
Однако, выйдя на след преступницы, очаровательной Марии, он безумно влюбляется в неё и, скрыв результаты своих поисков, вступает с ней в запретную связь.
Ступив на путь опасного обмана, Уильям вскоре узнаёт, что вместе с Марией они нарушили Код 46, и теперь её ждёт суровое наказание. В отчаянии Уильям решает во что бы то ни стало спасти свою любовь…

## В ролях
| Актёр                  | Роль             |
| ---------------------- | ---------------- |
| Тим Роббинс            | Уильям Гелд      |
| Того Игава             | водитель         |
| Набил Елухаби          | разработчик      |
| Саманта Мортон         | Мария Гонзалес   |
| Сара Бэкхаус           | девушка-синоптик |
| Джонатан Ибботсон      | боксер           |
| Натали Джексон Мендоса | секретарь Сфинкс |
| Ом Пури                | Bahkland         |
| Эмил Марва             | Мохан            |
| Нина Фог               | Wole             |

## Съёмки
- Места съёмок: метрополитен и тоннель в Лондоне (Великобритания), Дубай (ОАЭ), Шанхай и Гонконг (Китай), Джайпур и Джодхпур (штат Раджастхан, Индия).
- Съёмки проводились в период: 2 января 2003 — 5 марта 2003 года.
- Съёмочный период был задержан на пару месяцев, поскольку Майкл Уинтерботтом был подвергнут длительному карантину по возвращении из Шанхая, где как раз бушевала эпидемия атипичной пневмонии.

## Награды и номинации
- 2003 — одна номинация в «Венецианском кинофестивале»: номинация на Золотой лев.
- 2004 — три номинации на «премию Европейской киноакадемии»: лучший композитор, приз зрительских симпатий за лучшую женскую роль (Саманта Мортон), приз зрительских симпатий за лучшую работу режиссёра (Майкл Уинтерботтом).
- 2004 — «Каталонский международный кинофестиваль»: Серебряный Гран-при Каталонского международного кинофестиваля (Испания) в категории «европейский фантастический фильм» (Майкл Уинтерботтом), премия Каталонского международного кинофестиваля (Испания) в категории «лучший оригинальный саундтрек» (Джошуа Хайямс, Марк Ревел), премия Каталонского международного кинофестиваля (Испания) в категории «лучший сценарий» (Фрэнк Коттрел Бойс), номинация на премию Каталонского международного кинофестиваля (Испания) в категории «лучшая картина» (Майкл Уинтерботтом).
- 2004 — «Премия британского независимого кино»: номинация на премию «British Independent Film Award» в категории «лучшее достижение в создании фильма», номинация на премию «British Independent Film Award» в категории «лучшее техническое достижение» (дизайнер Марк Тайлдсли).
- 2004 — «Премия «Спутник»: номинация на премию «Золотой спутник» (Golden Satellite Award) в категории «лучший монтаж звука» (Хоаким Сандстрём).

## Даты выхода фильма
- 2 сентября 2003 — Италия (Венецианский кинофестиваль)
- 10 сентября 2003 — Канада (кинофестиваль в Торонто)
- 26 января 2004 — Нидерланды (международный кинофестиваль в Роттердаме)
- 11 марта 2004 — Великобритания (Бирмингемский кинофестиваль)
- 23 марта 2004 — Бельгия (Брюссельский международный фестиваль фантастических фильмов)
- 7 мая 2004 — Италия
- 8 июля 2004 — Чешская республика (кинофестиваль в Карловых Варах)
- 30 июля 2004 — Швейцария (международный фестиваль фантастических фильмов в Невшателе)
- 6 августа 2004 — США (ограниченный прокат)
- 20 августа 2004 — Канада (ограниченный прокат), Дания (международный кинофестиваль в Копенгагене)
- 3 сентября 2004 — Греция
- 7 сентября 2004 — Россия (на DVD)
- 11 сентября 2004 — Япония (Токио)
- 17 сентября 2004 — Великобритания
- 23 сентября 2004 — Швеция (фестиваль фантастических фильмов в Лунде)
- 24 ноября 2004 — Бельгия
- 28 декабря 2004 — США (на DVD)
- 4 февраля 2005 — Мексика (Мехико)
- 25 февраля 2005 — Мексика (Гвадалахара)
- 3 марта 2005 — Германия
- 11 марта 2005 — Мексика (ограниченный прокат)
- 18 апреля 2005 — Польша (Европейский кинофестиваль)
- 21 апреля 2005 — Нидерланды
- 22 апреля 2005 — Испания
- 28 июля 2005 — Австралия
- 23 августа 2005 — Финляндия (кинофестиваль в Эспоо)
- 7 октября 2005 — Польша
- 31 октября 2005 — Румыния (кинофестиваль)
- 3 ноября 2005 — Аргентина
- 9 ноября 2005 — Германия (на DVD)